# Sigtrygg Gnupasson
Sigtrygg Gnupasson (fine IX secolo – Danimarca, 916 o 917) fu un sovrano che governò la Danimarca all'inizio del X secolo, secondo Adamo da Brema e Sweyn II.
Appartenente al casato Olaf, originario dello Svealand, Sigtrygg era figlio di Gnupa e della nobildonna danese Asfrid. Ascese al potere intorno al 915, ed è ricordato sulle due pietre runiche di Sigtrygg (DR2 e DR4) erette da sua madre dopo la morte del figlio.
Harthacnut giunse in Danimarca intorno al 916 e, secondo Adamo e re Sweyn, depose immediatamente il giovane re Sigtrygg. Questo accadde "negli ultimi giorni dell'arcivescovo Hoger", ci dice Adamo, e Hoger morì nel 917